# Prinzessin Insomnia & der alptraumfarbene Nachtmahr
Prinzessin Insomnia & der alptraumfarbene Nachtmahr ist ein Roman von Walter Moers aus dem Jahr 2017, welcher auf dem fiktiven Kontinent Zamonien spielt. Es ist der erste Zamonien-Roman, welcher nicht vom Autor selber, sondern von Lydia Rode illustriert wurde. Das Buch handelt von Prinzessin Dylia, die an einer mysteriösen und zu Schlaflosigkeit führenden Krankheit leidet, sowie ihrem Reisebegleiter, dem Nachtmahr Havarius Opal. Ähnlich wie bei den Romanen Ensel und Krete und Der Schrecksenmeister gibt Walter Moers an, das von Hildegunst von Mythenmetz geschriebene Buch lediglich aus dem Zamonischen übersetzt zu haben.

## Inhalt
Das Buch beginnt mit einer ausführlichen Charakterisierung der Prinzessin, ihrer Lebensumstände und ihrer mysteriösen Krankheit, welche zu wochenlanger Schlaflosigkeit führt. Weitere Symptome sind, dass ihre Sinne extrem geschärft werden und sie Dinge wahrnimmt, die für alle anderen unsichtbar bleiben. Während der Nacht, in der außer ihr alle Bewohner des Schlosses, in dem sie lebt, schlafen, sucht sie nach geeigneten Beschäftigungen. So lässt sie sich immer kreativere Methoden einfallen, um die zusätzliche Zeit zu verbringen, wie beispielsweise das Erfinden und Erforschen neuer Worte und selbst kreierter Phantasiewelten.
In einer Nacht begegnet sie dem Nachtmahr Havarius Opal, welcher scheinbar versucht, sie durch das Sitzen auf ihrer Brust umzubringen. Im darauffolgenden Gespräch versucht er, die Prinzessin davon zu überzeugen, dass er sie unumgänglich in den Wahnsinn und am Ende in den Tod treiben wird, weil dies als Nachtmahr seine Bestimmung ist. Er versichert ihr, dass der schnelle Weg in den Tod für sie der beste wäre und jeglicher Widerstand nur bedeuten würde, dass er sie so lange heimsuchen wird, bis sie, in den Wahnsinn getrieben, sich schließlich selbst umbringt. Da sie sich allerdings wehrt, nimmt der Nachtmahr Dylia mit auf eine Reise nach Amygdala, dem Teil ihres Gehirns, der für die Erzeugung des Angstgefühls zuständig ist.

Auf dieser Reise erlebt das Duo die verschiedensten Ereignisse und Gefahren. Die Absichten und die wahre Persönlichkeit des Nachtmahres, der sich selber als unsterblich und Experte im 'Nachtmahr-Business' bezeichnet, werden zwar weiterhin charakterisiert, bleiben allerdings bis zum Ende fragwürdig und ungeklärt. Gleichzeitig kommen sie mehrmals in Situationen, in denen Dylia ihn sogar aus ansonsten aussichtslosen Situationen rettet, teils mit Hilfe der ihr gutgesonnenen Zwielichtzwerge.
Am Ende ihrer Reise erreichen sie ihr Ziel Amygdala. Dort angekommen, versucht der Nachtmahr, die Prinzessin in das dunkle Herz der Nacht zu locken, den schnellsten Weg in den Wahnsinn. Mit gebrochenem Widerstande überlässt sie sich den Grillos, den Bewohnern von Amygdala, um von ihnen in das dunkle Zentrum der Stadt getragen zu werden. Im letzten Moment ändert Havarius Opal seine Meinung, zieht die Prinzessin aus der Gefahrenzone und zeigt ihr einen Fluchtweg, durch den sie zurück in die Realität gelangen. Dylia erwacht in ihrem Schlafzimmer, wo der Nachtmahr bereits im Nebenraum auf sie wartet. Im Laufe des Buches wurde mehrmals erwähnt, dass es unmöglich ist, einen Nachtmahr wieder loszuwerden, solange er nicht sein Ziel erreicht hat, sein Opfer in den Wahnsinn und anschließenden Tod zu treiben, mit einer einzigen Ausnahme: Das Opfer muss den Nachtmahr dazu bringen, dass dieser sich selber begegnet und auffordert, zu verschwinden. Während er weiterhin daran arbeite, die Prinzessin wahnsinnig werden zu lassen, gelingt es ihr mit einer List, dass er den Satz Ach, geh mir doch weg! sagt, während er dabei in einen Spiegel schaut. Als er dies realisiert, stürzt er sich aus dem Fenster und zerbirst in tausend Stücke.
Das Buch endet damit, dass Dylia, deren Hobby interessante Wörter – meist Fremdwörter – sind, nun nach langem Suchen ihr persönliches Oberüberwort (oder Lieblingswort) findet, ihren eigenen Namen.

## Stil
Der Roman wird vom Autor als somnambules Märchen beschrieben, kann somit in die Reihe der Kunstmärchen mit dem Schrecksenmeister und Ensel und Krete einsortiert werden. Das Buch endet mit dem Tod des Antagonisten und somit der Rettung der Heldin, ein solches Happy End beschreibt Moers in seinen vorherigen Romanen als untypisch für die zamonische Literatur.
In Prinzessin Insomnia arbeitet Walter Moers erneut stark mit verschiedenen Arten von Wortspielen, wie Neologismen und Anagrammen. Das deutlichste und markanteste ist der Name der Prinzessin, Dylia, als Anagramm zum Vornamen der Illustratorin Lydia Rode.
Das Buch ist in 18 Kapitel unterteilt, welche mit lateinischen Ordnungszahlen überschrieben sind.
Bei den Illustrationen handelt es sich um Aquarelle, welche durchgehend farbig sind.

## Hintergrund
Nachdem Walter Moers im Jahr 2011 das Buch Das Labyrinth der träumenden Bücher veröffentlicht hatte, kündigte er den dritten Teil der Trilogie an. Allerdings verschob er auf Grund von Arbeiten an anderen Projekten den Erscheinungstermin mehrmals. In der Zwischenzeit kündigte er die Graphic Novel zu Die Stadt der träumenden Bücher, welche in zwei Teilen im November 2017 und Januar 2018 erschien, und den Roman Die Insel der Tausend Leuchttürme an. Letzterer wurde allerdings ebenfalls verschoben, da er nach dem Kontakt mit Lydia Rode die Arbeit zu Prinzessin Insomnia & der alptraumfarbene Nachtmahr begann.
Es ist die erste Publikation Lydia Rodes, die seit ihrem siebzehnten Lebensjahr unter dem ME/CFS, welches zu Schlaflosigkeit führt, leidet. Sie nahm Kontakt mit Moers auf, woraufhin die Idee einer Zusammenarbeit und später der Roman entstand. Im Nachwort beschreibt Walter Moers, dass Lydia Rode und ihre Krankheit als Inspiration für den Roman dienten, dieser allerdings nicht von den Auswirkungen der Krankheit, sondern von der Kraft der Kreativität handelt.

## Rezeption
Das Buch war sieben Wochen lang unter den besten 10 der Spiegel-Bestseller-Liste, mit einer Bestplatzierung auf Platz zwei in der zweiten Woche. Es wurde von den Kritikern (und Fans) sehr umstritten aufgenommen, ein großer Kritikpunkt war für viele, dass die Zeichnungen nicht von Moers persönlich stammen.
Das von Andreas Fröhlich gelesene Hörbuch gewann den Deutschen Hörbuchpreis 2018, die Illustrationen von Lydia Rode wurden im Oktober 2018 mit dem deutschen Phantastik Preis ausgezeichnet.

### Textausgaben
- Prinzessin Insomnia & der alptraumfarbene Nachtmahr. Albrecht Knaus, München 2017, ISBN 978-3813507850. Gebundene Ausgabe.
- Prinzessin Insomnia & der alptraumfarbene Nachtmahr. Penguin, München 2018, ISBN 978-3328103349. Taschenbuch.

### Hörbuch
- Prinzessin Insomnia & der alptraumfarbene Nachtmahr. der Hörverlag, Hamburg 2017, ISBN 978-3844528091, gelesen von Andreas Fröhlich.